# Ad Lagendijk
Ad Lagendijk (Zwanenburg, 18 november 1947) is een Nederlands natuurkundige verbonden aan het FOM-instituut AMOLF in Amsterdam en de Universiteit van Amsterdam. Hij is daarnaast deeltijdhoogleraar aan de Universiteit Twente in Enschede.

## Onderzoeksterrein
Lagendijk is een natuurkundige met een achtergrond in de fysische chemie. Lagendijk onderzoekt de voortplanting van lichtgolven in complexe materie, in het bijzonder materialen die licht sterk verstrooien. Op dit onderzoeksterrein heeft hij een grote internationale invloed en enkele honderden wetenschappelijke publicaties.

## Korte biografie
Lagendijk promoveerde aan de Universiteit van Amsterdam in 1974. Van 1974 tot 1981 was hij werkzaam aan de Universiteit van Antwerpen. Vanaf 1981 werkte hij aan de Universiteit van Amsterdam waar hij in 1984 hoogleraar in de natuurkunde werd. Zijn inaugurele rede was getiteld "De arrogantie van de Fysicus". In 1987 werd hij tevens hoofd atoom- en laserfysica op het FOM-instituut AMOLF. 

In 1996 werd hij voltijds universiteitsprofessor aan de Universiteit van Amsterdam. In maart 2002 is Lagendijk met zijn groep verhuisd naar de Universiteit Twente. In 2005 verhuisde hij met een deel van zijn groep terug naar het FOM-instituut AMOLF, waar hij de Photon Scattering Group leidt.
Professor Lagendijk ontving op 6 februari 2003 de Spinozaprijs 2002 voor zijn onderzoek op het gebied van voortplanting van golven in sterk verstrooiende media. Volgens de jury heeft Lagendijk dit specialisme zowel theoretisch als experimenteel tot volwassenheid gebracht.

## Media
Lagendijk heeft algemene bekendheid verworven als auteur van columns in het nationale dagblad de Volkskrant en als auteur van de Survival Guide for Scientists, een boek met adviezen voor aankomende onderzoekers, vooral op het gebied van communicatie en presentatie. Hij is een actief blogger.

Langendijk deed met een ironisch getint ingezonden opiniestuk in het NRC Handelsblad een oproep om vooral geen zware technische studie te gaan doen, omdat afgestudeerde technici door Nederlandse managers niet worden gewaardeerd: 
Google en Apple hebben geen problemen met het aantrekken van hooggekwalificeerd technisch personeel. Zij zijn bereid om de vereiste prijs te betalen. Ondernemingen die niet willen betalen voor het personeel dat ze nodig hebben, zullen het loodje leggen. Hoe eerder, hoe beter. De overheid moet ophouden zich de problemen aan te trekken van bedrijven die kampen met tekorten aan gekwalificeerd personeel; die problemen worden veroorzaakt door vermolmde bedrijfsstructuren. De bedrijven moeten het zelf oplossen. Doen ze dat niet, dan gaan ze failliet of worden ze overgenomen. In beide gevallen is dat een zegen voor Nederland. Tot die tijd kan de jeugd beter bedrijfskunde studeren aan de Nyenrode Business Universiteit— Kies toch vooral geen technische opleiding, ingezonden opiniestuk van Ad Lagendijk in het NRC Handelsblad van 17 september 2012, blz 14-15

## Publicaties
- vele wetenschappelijke artikelen (zie Google Scholar profiel)
- Survival Guide for Scientists, Amsterdam University Press, 2008, ISBN 9053565124